# Cuereta de l'Índia
La cuereta de l'Índia (Motacilla maderaspatensis) és un ocell de la família dels motacíl·lids (Motacillidae).

## Hàbitat i distribució
Habita camp obert, rierols i ciutats de les terres baixes al nord de Pakistan i per tota l'Índia, cap al nord fins als turons de l'Himàlaia i cap a l'est fins Nepal, Sikkim, Bhutan i Bangladesh.